# Aspettando la felicità
Aspettando la felicità (Heremakono) è un film del 2002 diretto da Abderrahmane Sissako.
Presentato nella sezione Un Certain Regard del 56º Festival di Cannes, si aggiudica il premio FIPRESCI mentre a Sissako va il France Culture Award in qualità di miglior regista straniero.

## Trama
Abdallah è un ragazzo di diciassette anni che ritorna nel suo paese di origine (Nouadhibou in Mauritania), al fine di salutare i propri cari prima di partire per l'Europa.
Con questo espediente Sissako (lui stesso emigrato) mette in evidenza le differenze tra i ritmi frenetici occidentali e quelli africani mediante la rappresentazione della vita quotidiana di un semplice villaggio costiero che, nel film, attraverso la semplicità dei personaggi e delle situazioni, si trasforma in poesia.

## Riconoscimenti
Aspettando la felicità appartiene alla categoria di film che include opere cinematografiche realizzate con risicati budget, distribuite in limitate copie nelle sale e per questo ignote al grande pubblico, ma molto apprezzate dalla critica, che ha infatti tributato a questo lavoro (il quarto del regista mauritano) diversi riconoscimenti presso festival minori di tutto il mondo (Brasile, Spagna, Francia, Belgio).
L'autorevole rivista del British Film Institute Sight & Sound l'ha indicato fra i trenta film chiave del primo decennio del XXI secolo.